# Riihimäki vasútállomás
Riihimäki vasútállomás Finnországban,  településen található.

## Vasútvonalak
Az állomást az alábbi vasútvonalak érintik:
- Helsinki–Riihimäki-vasútvonal
- Riihimäki–Lahti-vasútvonal
- Riihimäki–Tampere-vasútvonal

## Kapcsolódó állomások
A vasútállomáshoz az alábbi állomások vannak a legközelebb:
- Hyvinkää vasútállomás (Helsinki Central, Helsinki–Riihimäki-vasútvonal, D Helsinki - Hämeenlinna, R Helsinki-Tampere, T Helsinki - Riihimäki)
- Hikiä railway station (Lahti vasútállomás, G Riihimäki-Lahti)
- Ryttylä railway station (Hämeenlinna vasútállomás, D Helsinki - Hämeenlinna)
- Ryttylä railway station (Nokia vasútállomás, R Helsinki-Tampere)